# Ludwig von Westphalen
Johann Ludwig von Westphalen (11 de julio de 1770 - 3 de marzo de 1842) fue un funcionario prusiano liberal y suegro de Karl Marx.

## Biografía

### Primeros años
Johann Ludwig von Westphalen nació el 11 de julio de 1770 en Bornum am Elm. Era el hijo más joven de Philipp Westphal (1724-1792) que a su vez era el hijo de un maestro de postas de Blankenburg que había sido ennoblecido en 1764 como Edler von Westphalen por el duque Fernando de Brunswick por sus servicios militares. Había servido como "jefe de gabinete" de facto del duque durante la Guerra de los Siete Años. A través de su madre, Jane Wishart de Pittarrow, era descendiente de muchas familias nobles escocesas y europeas.
Recibió una amplia educación y hablaba alemán e inglés, leía latín, griego, italiano, francés y español. Estudió en el Collegium Carolinum, el precursor de la actual Universidad de Tecnología de Braunschweig, y en Gotinga. 

### Carrera
En 1794, ingresó al servicio del gobierno en Brunswick. En 1797 se casó con Elisabeth von Veltheim, quien le dio cuatro hijos. En 1804 ingresó al servicio gubernamental del Ducado de Brunswick y Lunenburgo (Wolfenbüttel). 
Con el establecimiento del estado napoleónico en Westfalia (el Reino de Westfalia) en 1807, entró en su servicio. Probablemente estaba motivado en esto por un deseo de ver reformas llevadas a cabo. Sin embargo, se opuso al dominio francés del gobierno local y otras políticas, y por su crítica fue finalmente arrestado por órdenes de Louis Nicolas Davout y encarcelado en la fortaleza de Gifhorn. En el mismo año, perdió a su primera esposa. En el verano de 1809, Louis fue nombrado subprefecto de Salzwedel, donde tres años más tarde, en 1812, se casó con Karoline Heubel; tendrían tres hijos. Después de que Salzwedel volviera a estar bajo la administración prusiana, en 1816 Ludwig von Westphalen fue transferido al nuevo gobierno regional establecido en Trier.

### Vida personal
Fue en Trier donde conoció y se hizo amigo de Heinrich Marx, el padre de Karl Marx. Los hijos de las respectivas familias, en particular Jenny y Edgar von Westphalen (de), y Sophie y Karl Marx, también se hicieron amigos cercanos. En 1836, Jenny von Westphalen y Karl Marx se comprometieron; Al principio, en secreto, pero Ludwig aprobó el matrimonio en 1837, a pesar de que algunos vieron a Marx, que era de clase media y más joven que ella, así como de ascendencia judía, como una pareja inapropiada para la hija baronial. De hecho, Ludwig fue visto como el mentor y modelo a seguir de Karl Marx, quien se refirió a él como un "querido amigo paternal". Ludwig llenó de entusiasmo a Marx por la escuela romántica y le leyó a Homero y Shakespeare, que siguieron siendo los autores favoritos de Marx toda su vida. Marx también leyó a Voltaire y Racine con Ludwig. Ludwig dedicó gran parte de su tiempo al joven Marx y los dos fueron a pasear intelectualmente por "las colinas y los bosques" del vecindario. Fue Ludwig quien introdujo por primera vez a Marx sobre la personalidad y las enseñanzas socialistas de Saint-Simon. Marx dedicó su tesis doctoral "La diferencia entre la filosofía demócrita y epicúrea de la naturaleza" escrita en 1841 a Ludwig de la manera más efusiva en la que Marx escribió "Tú, mi amigo paternal, siempre has sido para mí la prueba viviente de que el idealismo no existe ilusión, pero la verdadera realidad." En 1842, Marx estuvo presente en el lecho de muerte de Ludwig von Westphalen. Jenny y Karl se casaron en 1843, un año después de la muerte de Ludwig. 
Fue el padre de Ferdinand von Westphalen (de), un Ministro del Interior prusiano conservador y reaccionario.

### Muerte
Murió el 3 de marzo de 1842 en Trier, Prusia. 